# 可得峰
可得峰（韓語：가득봉）是一座位于韓國江原道麟蹄郡的山峰，主峰標高海拔1060公尺。